# Heddinghausen
Heddinghausen ist ein Ortsteil von Nümbrecht im Oberbergischen Kreis im südlichen Nordrhein-Westfalen innerhalb des Regierungsbezirks Köln.

## Lage und Beschreibung
Der Ort liegt etwa zwei Kilometer westlich vom Stadtzentrum von Nümbrecht entfernt.

## Geschichte
Heddinghausen wurde 1155 erstmals in Urkunden und Abschriften aus dem Kloster Knechtsteden erwähnt, so in einer Urkunde von Papst Hadrian IV. von 1155 über die Besitztümer des Klosters und die Bestätigung des Anrechtes auf den Zehnten eines Hofes in Heddinchusen. In der Kaiserurkunde von 1155 steht die Bestätigung durch Friedrich Barbarossa.
1875 wütete ein Brand im Dorf und zerstörte viele Häuser.

## Kultur und Sehenswürdigkeiten
Im Rahmen des Wettbewerbs Unser Dorf soll schöner werden wurde Heddinghausen sechsmal im Rahmen von Kreiswettbewerben prämiert (1990 Silber, 1992 Gold + Sonderpreis, 1994, 1996, 1999 und 2002 Gold), viermal im Rahmen von Landeswettbewerben (1995 Bronze, 1997 und 2000 Silber + Sonderpreis, 2003 Gold) und einmal im Rahmen des Bundeswettbewerbes (2004 Gold) prämiert.
Im Ort existiert der Musikverein Heddinghausen, der aus dem 1908 gegründeten „Posaunenchor Heddinghausen“ hervorging.
Der Verein wurde am 20. Januar 2009 für seine langjährige Jugendarbeit mit dem Ehrenamtspreis „DER DANK - Ehrensache Kultur“ des Landes Nordrhein-Westfalen ausgezeichnet.

## Persönlichkeiten
- Sebastian Schöler, * 1681 (im jetzigen Haus Geiz) † 1769. Wort- und Anführer der Homburger Steuerrebellion um 1730. Seit 2005 trägt ein Weg in Heddinghausen Mitte seinen Namen.

## Verkehr
In Heddinghausen befindet sich eine Haltestelle des Bürgerbusses der Gemeinde Nümbrecht.